# 勞侖茲群

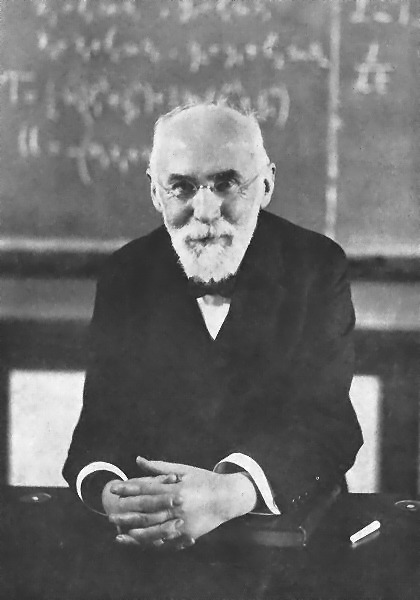
亨德里克·安東·勞侖茲 (1853–1928)，勞侖茲群以其姓氏命名。

物理學與數學中，勞侖茲群（英語：Lorentz group）為閔可夫斯基時空中，所有勞侖茲變換所構成的群，其涵蓋了除了重力現象以外的所有古典場。勞侖茲群是以荷蘭物理學家亨德里克·勞侖茲來命名。
以下領域的數學形式：
- 狹義相對論中的運動學
- 電磁學理論中的馬克士威方程組
- 電子理論中的狄拉克方程式

在勞侖茲變換下皆保持不變。因此勞侖茲群展現了許多自然定律的基礎對稱性。

## 基本性質
勞侖茲群是龐加萊群的子群。龐加萊群是閔可夫斯基時空中所有等距同構（Isometry）的群。勞侖茲變換為所有保持原點固定的等距同構。因此，勞侖茲群為閔可夫斯基時空中等距同構群的迷向子群（isotropy subgroup）。因為這個緣由，勞侖茲群有時也稱作「齊次勞侖茲群」（homogeneous Lorentz group），而龐加萊群被稱作「非齊次勞侖茲群」（inhomogeneous Lorentz group）。勞侖茲變換是線性變換的例子；閔可夫斯基時空中的廣義等距同構變換為仿射變換。
數學中，勞侖茲群可以描述為廣義正交群O(1,3)，亦即R4中保持二次型的矩陣李群
{\displaystyle (t,x,y,z)\mapsto t^{2}-x^{2}-y^{2}-z^{2}}。
此二次型可以矩陣形式表示，在物理學中被詮釋為閔可夫斯基時空中的度規張量：
{\displaystyle \eta _{\mu \nu }={\begin{pmatrix}1&0&0&0\\0&-1&0&0\\0&0&-1&0\\0&0&0&-1\end{pmatrix}}}。
勞侖茲群是六維非連通非緊緻非阿貝爾實李群。它的四個連通單元是非單連通的。
勞侖茲群的單位連通區（就是包含單位元素的連通單元）本身就是一個群，常被稱為限制勞侖茲群，記號為SO+(1,3)。限制勞侖茲群包含了那些保存空間取向和時間方向的勞侖茲變換。
在量子場論中，SL(2, C)常常被稱為勞倫茲群，而SO+(1,3)被視為它的一個特定（向量）表示。

### 連通單元
因為勞侖茲群O(1,3)是李群，所以它不僅有群的性質，而且可以在拓撲學上描述成光滑流形。勞侖茲群作為光滑流形，擁有四個連通單元。直觀上來說，就是它由四個拓撲分離的部分組成。
勞侖茲群的四個連通單元可以依據其元素的兩種變換性質而分成兩類：
- 有些元素會在時間反演的勞侖茲變換（例如指向未來的類時向量會被逆轉成指向過去）下被逆轉。
- 有些元素會在非正規勞侖茲變換（例如特定的四腳場（英语：Tetrad formalism））下讓取向被逆轉。

保存時間方向的勞侖茲變換稱為正時（orthochronous）勞侖茲變換。由所有正時勞侖茲變換組成的子群，記號為O+(1,3)。
保存空間取向的勞侖茲變換稱為正規（proper）勞侖茲變換，作為線性變換時，它們的行列式都是+1。非正規（improper）勞侖茲變換的行列式則都是–1。由所有正規勞侖茲變換組成的子群，記號為SO(1,3)。
既保存時間方向又保持空間取向的勞侖茲變換就叫做正規正時勞侖茲變換，它們組成正規正時勞侖茲子群，又稱限制勞侖茲群（restricted Lorentz group），記號為SO+(1,3)。注意有些作者會使用SO(1,3)或甚至O(1,3)來表達SO+(1,3)。